# 조르주 오귀스트 쿠통

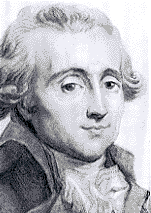
조르주 쿠통

조르주 오귀스트 쿠통(Georges Auguste Couthon, 1755년 12월 22일 - 1794년 7월 28일)은 프랑스 혁명기의 정치인, 변호사이다. 자코뱅 클럽 몽테뉴파(산악파)의 지도자로 알려진 “로베스피에르의 두 번째 영혼”으로 불렸으며, 공포 정치 시대에 반동파들을 즉결 처분할 수 있게 하는 프레리알 22일 법을 제안한 정치인이었다.

## 생애
퓌드돔 주 마을 오르세트에서 태어났다. 법률 공부를 계속하고 1785년에 같은 주의 클레르몽페랑에서 변호사 자격을 얻는다. 무료 법률 상담을 하고 병원과 자선사업 등의 이익을 옹호하고 욕심 없는 성실하고, 사회에 봉사를 하며, 주위로부터는 정직하고 자비로운 사람이라는 평을 받았다. 그러나 그는 선천적으로 몸이 약해 두 다리가 마비되고 있었다. 따라서 그는 휠체어 생활을 할 수 밖에 없었으며, 항상 그것을 밀어줄 사람이 필요했다.
1786년 12월 11일, 그는 클레르몽의 산모리스 랏지에 가입하여 프리메이슨의 일원이 되었다. 다음 해인 1787년, 오베르뉴 지방 의회의 의원으로 뽑혔다.
프랑스 혁명 발발에 즈음하여 클레르몽 지방 자치 단체의 일원으로서 'L' Aristocrate converti'을 발표했다. 그 중에서 그는 스스로를 자유주의자, 그리고 입헌군주제의 일인자라고 밝혔다.
공포 정치를 지도하다가 1794년 테르미도르의 반동으로 처형되었다.